# Assuévar
Assuévar (en castellà i oficialment, Azuébar) és un municipi valencià que es troba a la comarca de l'Alt Palància, a la província de Castelló.

## Geografia
Situada al bell cor de la serra d'Espadà, el paisatge natural a on es troba el terme l'ha convertit en una destinació habitual dels amants dels esports a l'aire lliure. Destaquen llocs com ara la Font de Sas, brollador de la famosa aigua d'Assuévar; així com els cims de la Penya Blanca (963 m); el Pico Bellota (959 m); el Carrascal (880 m). Assuévar acull també la Mosquera, probablement el millor bosc mediterrani del País Valencià on predominen les sureres; la Peña Asolá; la Peña Aujerá i las Carboneras. Limita amb Aín, Almedíxer, Xóvar i Soneixa.

## Història
Els primers pobladors que deixaren petjada al terme ho feren en l'edat del bronze en la Peña Aujerá; també hi ha jaciments al Pico Bellota. Els romans deixaren una làpida que es conserva en la façana de l'església. L'origen de l'actual vila és àrab, el topònim podria estar relacionat amb el de la tribu africana Zuwawa. En el Llibre del Repartiment consta que en 1237 l'alqueria de Azueva és donada a Pere, arquebisbe de Narbona i en 1238 la vila i el castell al cavaller J. Gonçalvez d'Eredia. El 20 de març de 1365 Pere IV el Cerimoniós (1319-1387) perdona els moros d'Assuévar per la seua participació en la guerra junt amb els castellans i els atorga noves condicions de poblament.

## Demografia
| 1900 | 1910 | 1920 | 1930 | 1940 | 1950 | 1960 | 1970 | 1981 | 1991 | 2000 | 2005 | 2007 | 2014 |
| ---- | ---- | ---- | ---- | ---- | ---- | ---- | ---- | ---- | ---- | ---- | ---- | ---- | ---- |
| 762  | 792  | 788  | 686  | 590  | 556  | 525  | 506  | 428  | 395  | 347  | 366  | 355  | 323  |

## Economia
L'economia és bàsicament agrícola. Hi destaquen les activitats relacionades amb la transformació de productes de la natura, com ara l'envasadora d'aigua de la Font de Sas i l'almàssera on s'elabora l'excel·lent oli de la serra d'Espadà.

## Alcaldia
Des de 2019 l'alcaldessa d'Assuévar és Jéssica Miravete Bernat del Partit Popular (PP).
| Període                       | Alcalde o alcaldessa      | Partit polític | Data de possessió | Observacions |
| ----------------------------- | ------------------------- | -------------- | ----------------- | ------------ |
| 1979–1983                     | Matías Vilaplana Llorens  | UCD            | 19/04/1979        | --           |
| 1983–1987                     | Luis Navarro Murria       | PSPV-PSOE      | 28/05/1983        | --           |
| 1987–1991                     | Luis Navarro Murria       | PSPV-PSOE      | 30/06/1987        | --           |
| 1991–1995                     | Luis Navarro Murria       | PSPV-PSOE      | 15/06/1991        | --           |
| 1995–1999                     | Luis Navarro Murria       | PSPV-PSOE      | 17/06/1995        | --           |
| 1999–2003                     | Luis Navarro Murria       | PSPV-PSOE      | 03/07/1999        | --           |
| 2003–2007                     | Fabián Molina Miravete    | PSPV-PSOE      | 14/06/2003        | --           |
| 2007–2011                     | Gerardo Miravete Zorrilla | PP             | 16/06/2007        | --           |
| 2011–2015                     | Gerardo Miravete Zorrilla | PP             | 11/06/2011        | --           |
| 2015–2019                     | Gerardo Miravete Zorrilla | PP             | 13/06/2015        | --           |
| 2019-2023                     | Jéssica Miravete Bernat   | PP             | 15/06/2019        | --           |
| Des de 2023                   | n/d                       | n/d            | 17/06/2023        | --           |
| Fonts: Generalitat Valenciana |                           |                |                   |              |

## Monuments
- Església de Sant Mateu. Fon construïda entre els segles XVII i XVIII. D'estil gòtic i estructura molt irregular, és un temple d'una nau amb capelles laterals entre contraforts. Pilars de capitell compost sostenen voltes d'aresta amb llunetes en la nau; el tercer tram està cobert amb cúpula cega sobre estuc i pintures murals de qualitat irregular. Cal destacar el rellotge de sol i la làpida romana amb inscripció incompleta.

- Castell de la Vila d'Assuévar. Del segle xii. Encara que s'han trobat inscripcions romanes, l'origen d'Assuévar està en el seu castell musulmà i en l'expansió del municipi de Sogorb. El castell es troba hui dia en estat ruïnós, encara que conserva elements importants de les muralles, la part inferior de la torre major i restes d'altres torres i un aljub. Els seus elements constructius són de bona qualitat, entre els quals destaquen els carreus.

- Forns de mercuri del barranc Bellota. Són un vestigi de la tradició minera de la població.

## Llocs d'interés
- Els Posos. Riu subterrani dels més llargs que es coneixen.
- Manantial de la font de Sas.
- Paratge de La Mosquera. Lloc privilegiat de la serra d'Espadà, tal volta el millor bosc mediterrani del País Valencià on predominen les sureres.

## Festes i celebracions
- Festes patronals. Se celebren durant la segona quinzena del mes d'agost en honor de Sant Mateu.
- Sant Miquel. El 29 de setembre.

## Imatges

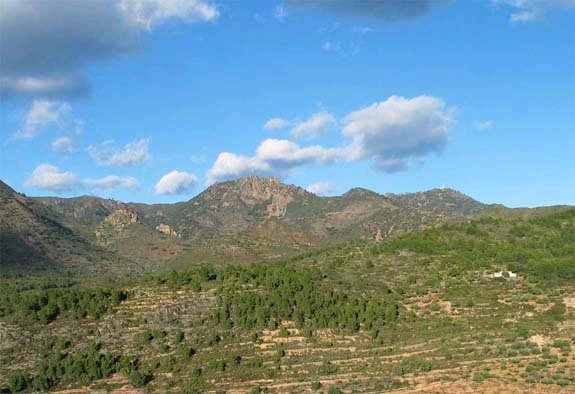
El Pico Bellota a la Serra d'Espadà
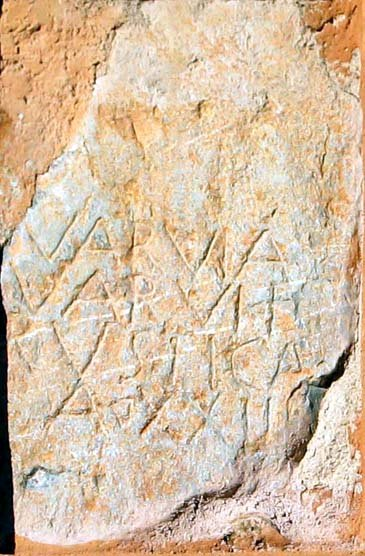
Làpida romana d'Assuévar
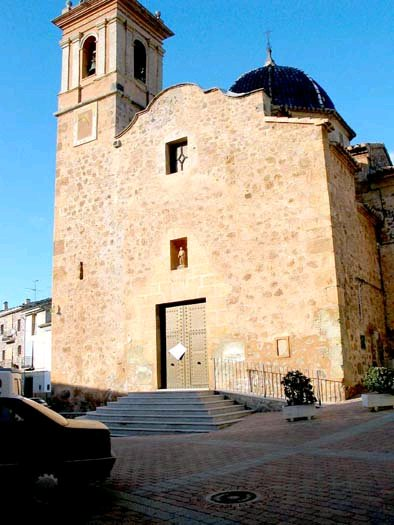
Església de Sant Mateu
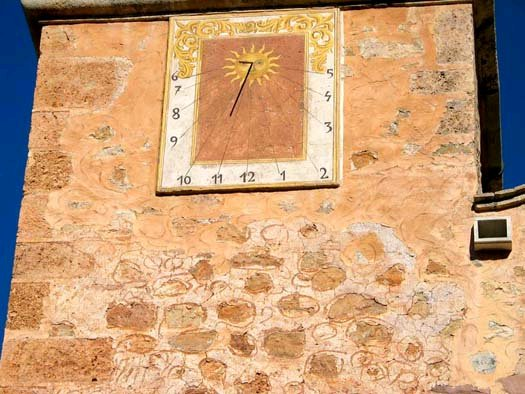
Rellotge de sol de l'església
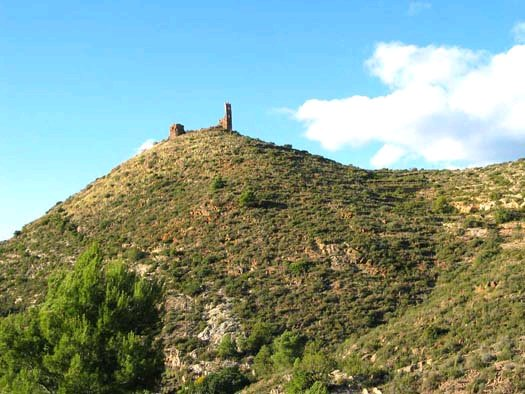
El Castell